# Хлеб (группа)
«Хлеб» — российская группа, основанная в 2013 году тремя видеоблогерами и исполняющая комедийный рэп. Несмотря на изначальную несерьёзность группы, к 2016 году «Хлеб» стал достаточно популярным: клипы на YouTube собирают миллионы просмотров, а концерты проходят в крупнейших клубах.
Группа «Хлеб» выпустила музыкальный трек «Юрий Дудь», впоследствии ставший заставкой интернет-шоу «вДудь».

## История группы
В состав группы входят Александр Шулико, Денис Кукояка, Кирилл Трифонов. Участники знакомы друг с другом с 2008 года, вместе играли в КВН. В 2009—2010 году вышло их первое шоу «СтудСовет», не ставшее популярным: количество просмотров выпусков колебалось от нескольких сотен до нескольких тысяч. Последующие юмористические программы стали более успешными. Так, например, выпуски «Чтозашоу» уже собирали сотни тысяч просмотров.
Став известными в интернете, ребята получили приглашение для участия в программах на телевидении. Одним из первых телевизионных проектов стали «Реальные пацаны», для которых участники «Хлеба» писали сценарий и снимались в одном из сезонов. Затем было написано три пилотных серии для различных сериалов, которые не пошли в производство. В конце концов, очередная работа сценаристов — сериал про охранников под названием «ЧОП» — заинтересовал руководство ТНТ и был куплен для показа на телевидении.
Музыкальная карьера группы началась с шуточных видеоклипов на YouTube. Первые из которых были записаны KOKA beats. В их числе был и трек на первый клип «Чай, сахар», который принёс артистам популярность. После их записи к участникам обратился Илья Мамай, основатель рекламного агентства Booking Machine, и предложил провести полноценный концертный тур с концертами в 25 городах. Несмотря на то, что музыканты не были готовы к участию в полноценной группе, два концерта всё же удалось провести в Москве и Санкт-Петербурге, и несмотря на изначально скептическое отношение к этим выступлениям, музыкантам удалось собрать полные залы зрителей. Параллельно с этим продолжали выходить вирусные видео, в которых участники «Хлеба» пародировали выступления американских хип-хоп-исполнителей. Первый EP группы вышел в 2013 году под названием «Чёрный».
Дебютный альбом «Хлеба» получил название «Белый» и вышел в конце 2016 года. В альбом вошло 13 композиций, включая ранее выпущенные синглы «Мой рэп» и «Эба». Одновременно с этим вышел клип на песню «Спайс», который вскоре был удалён.
В начале 2017 года припев одной из забракованных песен группы стал мелодией заставки к новому проекту журналиста Юрия Дудя — «вДудь».
В сентябре 2021 года солист группы Денис Кукояка заявляет о приостановке участия в концертной деятельности в составе группы, при этом не отказываясь от работы над песнями и клипами группы.

## Дискография

### Студийные альбомы
- 2016 — «Белый»
- 2017 — «Пушка»
- 2019 — «Звёзды»
- 2023 — «Последний»

### Мини-альбомы
- 2013 — «Чёрный»
- 2016 — «#Эба»
- 2017 — «Спиннер»
- 2017 — «Хлеб должен быть в каждом доме»
- 2018 — «Хлеб должен быть в каждом доме 2»

### Синглы
- 2013 — «Чай, сахар»
- 2013 — «Камерун»
- 2016 — «Эба»
- 2016 — «Поехали ко мне»
- 2017 — «Секс с Oxxxymiron»
- 2017 — «Район»
- 2017 — «Мохер» (feat. Дискотека Авария)
- 2017 — «Спиннер»
- 2017 — «Drum and Bass»
- 2017 — «Курточка Stone Island»
- 2017 — «Был» (feat. Cris Taylor)
- 2018 — «Сегодня»
- 2018 — «Такси»
- 2018 — «Шашлындос»
- 2018 — «Вино»
- 2018 — «На лицо» (feat. Serebro)
- 2018 — «Ну ты понял»
- 2019 — «Свадебная»
- 2019 — «200 ден»
- 2019 — «OПA»
- 2019 — «Кони»
- 2019 — «Rave Is Dead Let’s Dance»
- 2019 — «Бамбалейла»
- 2019 — «Молодость» (feat. Acapella Saqartvelo)
- 2020 — «Люлю»
- 2020 — «Плачу на техно» (с группой Cream Soda)
- 2020 — «Choco»
- 2020 — «Капельки» (feat. Ида Галич)
- 2020 — «Катя» (feat. Кравц)
- 2020 — «Пока молодой» (feat. Мэйби Бэйби)
- 2020 — «Бывший» (совм. с Sqwoz Bab)
- 2021 — «Голубь» (совм. с ALON)
- 2021 — «Еду в Анталию» (совм. с Дети Rave)
- 2021 — «Киска» (совм. с WhyBaby?)
- 2021 — «Новогодняя»
- 2022 — «Сергий»
- 2022 — «Снег»
- 2022 — «Сияй»
- 2023 — «В баню»
- 2024 — «Суп»
- 2024 — «Едем купаться»
- 2024 — «Переносится»
- 2024 — «Холодная луна» (совм. с Артуром Пирожковым)
- 2025 — «Sanya DJ»
- 2025 — «Пишем рэп» (совм. с Василисой Кукоякой)

#### Участие на альбомах у других исполнителей
- 2019 — G.O.L.D. (альбом Big Russian Boss)
- 2020 — «Как тебя зовут?» (альбом Романа Бестселлера)
- 2020 — «Шарфик» (альбом Дети Rave)
- 2020 — «Мужики Танцуют тверк» (альбом DAVA)

## Видеоклипы
- 2013 — «Чай, сахар»
- 2013 — «Камерун»
- 2013 — «Рэп, цепи»
- 2014 — «Анархия»
- 2016 — «Мой рэп»
- 2016 — «Эба»
- 2016 — «Эба (DJ Oguretz Remix)»
- 2016 — «Эба (4eu3 Remix)»
- 2016 — «Эба (Joy Police Remix)»
- 2016 — «Спайс»
- 2016 — «Поехали ко мне»
- 2017 — «Секс с Oxxxymiron»
- 2017 — «21»
- 2017 — Джарахов — «Блокеры» (участие)
- 2017 — «Район»
- 2017 — «Мохер» (feat. «Дискотека Авария»)
- 2017 — «Полный BREAD» (feat. Поперечный)
- 2017 — «Спиннер»
- 2017 — «Сом»
- 2017 — «Drum-n-Bass»
- 2017 — «Курточка Stone Island»
- 2017 — «Плачу на техно»
- 2017 — «Мало половин»
- 2018 — «Такси»
- 2018 — «Sprite»
- 2018 — «KUKOYAKA — POOPIN»
- 2018 — «Шашлындос»
- 2018 — «Дружба»
- 2018 — «Вино»
- 2018 — «Ну ты понял»
- 2019 — «Гена Букин» (Джарахов feat. Тилэкс, Big Russian Boss, Young P&H, DK, Моргенштерн & Хлеб) (участие)
- 2019 — «200 ден»
- 2019 — «OПA»
- 2019 — «Кони»
- 2019 — «Ебобо»
- 2019 — «AirPods»
- 2020 — «Бамбалейла»
- 2020 — «Плачу на техно» (с группой Cream Soda)
- 2020 — «Капельки» (feat. Ида Галич)
- 2020 — «Choco»
- 2020 — «Шарфик» (feat. Дети Rave)
- 2020 — «Бывший» (feat. Sqwoz Bab)
- 2020 — «Люлю»
- 2020 — «Катя» (feat. Кравц)
- 2021 — «Голубь» (feat. ALON)
- 2021 — «Новогодняя»
- 2022 — «Сияй»
- 2023 — «В баню»
- 2024 — «Суп»